# Borgarfjarðarhreppur
Borgarfjarðarhreppur é um município da Islândia. Em 2019 tinha uma população estimada em 120 habitantes.